# Дмитрий Сипягин
Дмитрий Сергеевич Сипягин (8 март 1853 Киев – 2 април 1902 Петербург) е руски държавен деец.

## Биография
От дворянството на Московска губерния. Губернатор на същата през периода 1891 – 1893 г. От следващата година започва кариера във вътрешното министерство на Русия, като стига до министър през 1900 г. Провежда сериозни действия и мерки срещу работническите и студентски революционни движения. Осъществява и политика на русифициране на Финландия. Убит е от члена на партията на есерите Балмашев, който се явява в сградата на министерството облечен в офицерска униформа и под предлог че трябва да връчи пратка документи влиза в сградата. Сипягин, който също влиза в този момент поема от него пакета и тогава убиецът открива огън, изстрелвайки 5 патрона в тялото на жертвата си. Министърът умира след час.